# Vuoto dentro
Vuoto dentro è un singolo del DJ producer Sick Luke pubblicato il 21 ottobre 2022, come primo estratto dalla riedizione digitale del primo album in studio X2.

## Descrizione
Il brano vede la collaborazione della cantante Mara Sattei e del rapper Bresh. Sick Luke ha raccontato la nascita del brano e la collaborazione con i due artisti:

## Accoglienza
Gabriele Fazio dell'Agenzia Giornalistica Italia, sebbene riconosca nel rapper Sick Luke la figura di un «producer visionario», non rimane colpito dalle sonorità del brano, associabili ad un «rap poppizzato», con «un intento sempre uguale che accompagna e condisce quel suono». Il giornalista tuttavia si complimenta per la scelta degli artisti collaboratori, definendo Sattei e Bresh tra i «più interessanti artisti del panorama pop contemporaneo».
Fabio Fiume di All Music Italia assegna al brano un punteggio di 6 su 10, scrivendo che il brano risulti radiofonico e «facilmente ricordabile». Tuttavia Fiume riscontra che la voce di Sattei, essendo disposta su di un registro basso, «si perde in un parlato per nulla chiaro, mangiandosi le parole e rendendo troppo poco comprensibile il testo» e che paradossalmente «sia più chiaro il rap e la parte cantata a due voci», trovando la riuscita finale del brano confusa.

## Tracce
Testi di Sara Mattei e Andrea Brasi, musiche di Luca Barker.
1. Vuoto dentro (feat. Mara Sattei e Bresh) – 3:32

## Formazione
Musicisti
- Mara Sattei — voce
- Bresh — voce

Produzione
- Sick Luke — produzione

## Classifiche
| Classifica (2022) | Posizione massima |
| ----------------- | ----------------- |
| Italia            | 42                |